# Gray Line Yukon
Gray Line Yukon est une entreprise touristique, qui propose des visites de différentes régions du Yukon. Cette entreprise est spécialisée dans le transport en bus.
Gray Line Yukon appartient à Carnival corporation & plc, par le biais de sa filiale Holland America Line.